# Shūgorō Yamamoto
Satomu Shimizu (清水 三十六, Shimizu Satomu, 22 de junho de 1903 – 14 de fevereiro de 1967), mais conhecido pelo pseudônimo de Shūgorō Yamamoto (山本 周五郎, Yamamoto Shūgorō), foi um romancista e contista japonês ativo durante o período Shōwa do Japão. Ele era conhecido por sua literatura popular e é conhecido por ter publicado obras sob pelo menos quatorze pseudônimos diferentes.

## Legado
Um prêmio literário, o Prêmio Yamamoto Shūgorō, foi criado em 1987 no vigésimo aniversário da fundação da Sociedade Shinchō para a Promoção das Artes Literárias (Shinchō Bungei Shinkō Kai). É concedido anualmente a uma nova obra de ficção considerada um exemplar na arte de contar histórias. O vencedor recebe um presente comemorativo e um prêmio em dinheiro de 1 milhão de ienes.